# Molle Islands
Molle Islands är öar i Australien. De ligger i regionen Whitsunday och delstaten Queensland, omkring 910 kilometer nordväst om delstatshuvudstaden Brisbane.
Savannklimat råder i trakten. Genomsnittlig årsnederbörd är 1 584 millimeter. Den regnigaste månaden är februari, med i genomsnitt 422 mm nederbörd, och den torraste är oktober, med 17 mm nederbörd.